# Wettinia longipetala
Espèce
Statut de conservation UICN

 VU D2 : Vulnérable
Wettinia longipetala est une espèce de plantes de la famille des Arecaceae (les palmiers).

## Publication originale
- Annals of the Missouri Botanical Garden 73(1): 160–161. 1986.